# Carcharodon
Carcharodon és un gènere de taurons de la família Lamnidae. L'únic membre existent n'és el gran tauró blanc (Carcharodon carcharias). Els membres extints del gènere inclouen Carcharodon caifassii i Carcharodon hubbelli. Alguns paleontòlegs (p. ex. Michael D. Gottfried i Ewan Fordyce) encara discuteixen que Carcharocles megalodon sigui un parent proper de Carcharodon carcharias. El nom científic del megalodon era originalment 'Carcharodon' megalodon (pertanyent al mateix gènere que el gran tauró blanc), però recentment el gran tauró ha estat assignat per la majoria de científics al gènere Carcharocles.
El nom del gènere prové del grec 'dent afilada'. Un gènere de dinosaures carnívors, de dents similars als taurons Carcharodon, fou anomenat Carcharodontosaurus.